# Janssen Pharmaceutica
Johnson & Johnson Innovative Medicine, fino al 2023 Janssen Pharmaceuticals, è un'azienda farmaceutica con sede a Beerse in Belgio. Fu fondata nel 1953 da Paul Janssen.
Nel 1961 fu acquisita dalla statunitense Johnson & Johnson, e oggi fa parte di Johnson & Johnson Pharmaceutical Research and Development (J&J PRD), e conduce attività di ricerca e sviluppo in cinque aree terapeutiche: oncologia, ematologia, malattie infettive, sistema nervoso centrale e immunologia.

## Storia

### Gli inizi
Nel 1933 Constant Janssen, padre di Paul Janssen, acquisisce il diritto di distribuire in Belgio, Paesi Bassi e Congo belga i prodotti farmaceutici di Richter, un'azienda farmaceutica ungherese. Il 23 ottobre 1934 fonda la NV Produkten Richter a Turnhout. Nel 1937 Constant Janssen acquista una vecchia fabbrica nella Statestraat 78 a Turnhout per la sua azienda in espansione, che amplia durante la seconda guerra mondiale in un edificio di quattro piani. Ancora studente, Paul Janssen contribuisce allo sviluppo del paracetamolo (USP: acetaminofene, spesso indicato genericamente con il marchio Tylenol) sotto il nome Perdolan, che in seguito sarebbe diventato noto. Dopo la guerra, il nome per i prodotti dell'azienda viene cambiato in Eurpharma, anche se il nome della società Richter sarebbe rimasto fino al 1956.
Paul Janssen fonda il proprio laboratorio di ricerca nel 1953 al terzo piano dell'edificio di Statiestraat, ancora all'interno della società Richter-Eurpharma del padre.  Nel 1955 lui e il suo team sviluppano il loro primo farmaco: la neomeritina (ambucetamide), un antispasmodico che si rivela particolarmente efficace per il sollievo del dolore mestruale. Il 5 aprile 1956 il nome della società cambia in NV Laboratoria Pharmaceutica C. Janssen (dal nome di Constant Janssen). Il 27 aprile 1957 la società apre un nuovo centro di ricerca a Beerse, ma il trasferimento a Beerse non viene completato fino al 1971-1972. Il 2 maggio 1958 il dipartimento di ricerca di Beerse diventa un'entità legale separata, il Laboratorio di ricerca NV C. Janssen.

### Nel gruppo Johnson & Johnson
Il 24 ottobre 1961 la società è acquisita dalla società americana Johnson & Johnson. I negoziati con Johnson & Johnson sono guidati da Frans Van den Bergh, capo del Consiglio di amministrazione. Il 10 febbraio 1964 il nome viene cambiato in Janssen Pharmaceutica NV e anche la sede della società, a Turnhout, è trasferita a Beerse. La società è sempre guidata da Paul Janssen, Bob Stouthuysen e Frans Van Den Bergh. Quando, nel 1971-1972, anche la produzione farmaceutica si trasferisce a Beerse, il passaggio da Turnhout è completato. Tra il 1990 e il 2004 Janssen Pharmaceutica si espande in tutto il mondo e il gruppo cresce di dimensioni fino ad avere circa 28 000 dipendenti.
Sin dall'inizio, Janssen Pharmaceutica enfatizza la sua attività principale di ricerca per lo sviluppo di nuovi farmaci. Il dipartimento di ricerca, fondato a Beerse nel 1957, si sviluppa in un grande campus di ricerca. Nel 1987 è fondata la Janssen Research Foundation (JRF) che svolge ricerche su nuovi farmaci a Beerse e in altri laboratori in tutto il mondo. Janssen Pharmaceutica diventa la compagnia fiamminga con il budget più elevato per la ricerca e lo sviluppo. Oltre alla sede centrale di Beerse con i suoi dipartimenti di ricerca, produzione farmaceutica e dipartimenti amministrativi, Janssen Pharmaceutica in Belgio ha ancora uffici a Berchem (Janssen-Cilag), una fabbrica chimica a Geel e Janssen Biotech a Olen.
L'impianto di produzione chimica di Geel rende gli ingredienti attivi per i farmaci dell'azienda. Nel 1975 la prima fabbrica di un nuovo stabilimento chimico Plant I è fondata a Geel, Plant II viene aperta nel 1977, Plant III nel 1984 e Plant IV nel 1995. Nel 1999 la restante produzione chimica di Beerse è trasferita a Geel. Circa l'80% dei suoi componenti attivi sono prodotti qui. Il sito di Geel produce anche circa i due terzi della produzione chimica mondiale del settore farmaceutico di Johnson & Johnson. Nel 1995 il Centro per il Design molecolare (CMD) è fondato da Paul Janssen e Paul Lewi.
Nel 1999 la ricerca clinica e lo sviluppo non clinico diventano un'organizzazione globale all'interno di Johnson & Johnson. Nel 2001 parte delle attività di ricerca è trasferita negli Stati Uniti con la riorganizzazione delle attività di ricerca nell'organizzazione JJPRD (Johnson & Johnson Pharmaceutical Research Development). Le attività di ricerca della Janssen Research Foundation (JRF) e del RW Johnson Pharmaceutical Research Institute (PRI) (Stati Uniti) sono fuse nella nuova organizzazione di ricerca globale. Un nuovo edificio per lo sviluppo farmaceutico è completato a Beerse nel 2001. Nel 2002 un nuovo centro logistico e informatico è aperto in un nuovo sito, Beerse 2. Nel 2003 sono costruiti due nuovi edifici di ricerca, il Discovery Research Center (DRC) e il Drug Safety Evaluation Center (DSEC). Il 27 ottobre 2004 è inaugurato il Centro di ricerca Paul Janssen per la ricerca scientifica.
Nel marzo 2015 Janssen autorizza l'utilizzo di tipifarnib (un inibitore della farnesil transferasi) a Kura Oncology che si assumerà la responsabilità esclusiva dello sviluppo e della commercializzazione del farmaco antitumorale. Più tardi, nello stesso mese, la società annuncia Galapagos Pharma e riguadagna i diritti sul farmaco antinfiammatorio GLPG1690 e su altri due composti incluso GLPG1205 (un inibitore di prima classe del GPR84).
Nel maggio 2016 la società avvia una collaborazione con MacroGenics e il loro trattamento preclinico per il cancro, MGD015. L'accordo porta Net MacroGenics a oltre 740 milioni di dollari.
Nel settembre 2017 Janssen inizia a collaborare con l'Autorità per la ricerca e lo sviluppo avanzato biomedico (BARDA), un'unità del Dipartimento della sanità e dei servizi umani degli Stati Uniti, per creare vaccini contro l'influenza pandemica. BARDA ha dato a Janssen 43 milioni di dollari nel primo anno e 273 milioni in cinque anni per il contratto. Uno dei progetti previsti nel contratto è lo sviluppo di un vaccino contro l'influenza universale. L'intento del vaccino sarebbe quello di proteggere le persone contro tutti o la maggior parte dei ceppi influenzali.

## Alcuni farmaci sviluppati da Janssen Pharmaceutica

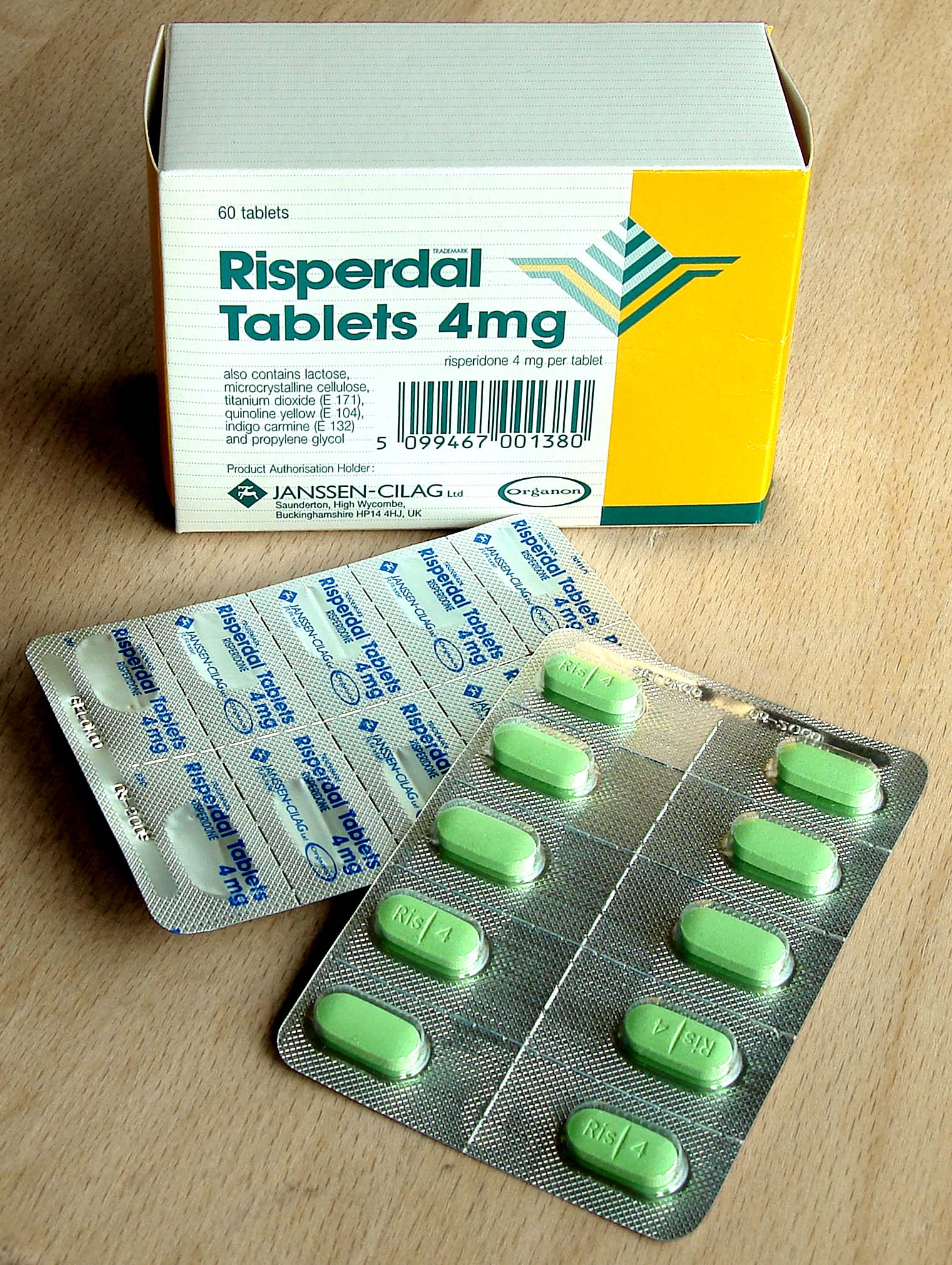
Pastiglie di Risperdal (risperidone)

| Codice R | Nome                  | Nome commerciale   | Anno di sintesi | Anno di commercializzazione |
| -------- | --------------------- | ------------------ | --------------- | --------------------------- |
| R5       | ambucetamide          | Neomeritine        | 1953            | 1955                        |
| R79      | isopropamide iodide   | Priamide-Janssen   | 1954            | 1955                        |
| R253     | diisopromina          | Bilagol            | 1955            | 1956                        |
| R516     | cinnarizine           | Stugeron           | 1955            | 1958                        |
| R875     | dextromoramide        | Palfium            | 1955            | 1957                        |
| R1132    | diphenoxylate         | Reasec             | 1956            | 1960                        |
| R1625    | haloperidol           | Haldol             | 1958            | 1959                        |
| R2498    | trifluperidol         | Triperidol         | 1959            | 1961                        |
| R3345    | pipamperone           | Dipiperon          | 1960            | 1961                        |
| R3365    | piritramide           | Dipidolor          | 1960            | 1967                        |
| R4263    | fentanyl              | Sublimaze          | 1960            | 1963                        |
| R4584    | benperidol            | Frenactyl          | 1961            | 1965                        |
| R4749    | droperidol            | Dehydrobenzperidol | 1961            | 1963                        |
| R4845    | bezitramide           | Burgodin           | 1961            | 1971                        |
| R6218    | fluspirilene          | Imap               | 1963            | 1971                        |
| R6238    | pimozide              | Orap               | 1963            | 1970                        |
| R7904    | lidoflazine           | Clinium            | 1964            | 1969                        |
| R11333   | bromperidolo          | Impromen           | 1966            | 1981                        |
| R12564   | levamisolo            | Ergamisol          | 1966            | 1969                        |
| R13672   | haloperidol decanoate | Haldol decanoas    | 1967            | 1981                        |
| R14889   | miconazole nitrate    | Daktarin           | 1967            | 1971                        |
| R14950   | flunarizine           | Sibelium           | 1967            | 1977                        |
| R15889   | lorcainide            | Remivox            | 1968            | 1983                        |
| R16341   | penfluridol           | Semap              | 1968            | 1973                        |
| R16470   | dexetimide            | Tremblex           | 1968            | 1972                        |
| R16659   | etomidate             | Hypnomidate        | 1964            | 1977                        |
| R17635   | mebendazolo           | Vermox             | 1968            | 1972                        |
| R18553   | loperamide            | Imodium            | 1969            | 1973                        |
| R33800   | sufentanil            | Sufenta            | 1974            | 1979                        |
| R33812   | domperidone           | Motilium           | 1974            | 1978                        |
| R35443   | oxatomide             | Tinset             | 1975            | 1981                        |
| R39209   | alfentanil            | Rapifen            | 1976            | 1983                        |
| R33799   | carfentanil           | Wildnil            | 1976            | 1980?                       |
| R41400   | ketoconazole          | Nizoral            | 1976            | 1981                        |
| R43512   | astemizolo            | Hismanal           | 1977            | 1983                        |
| R46541   | bromperidol decanoate | Impromen decanoas  | 1978            | 1984                        |
| R49945   | ketanserin tartrate   | Sufrexal           | 1980            | 1987                        |
| R50547   | levocabastino         | Livostin           | 1979            | 1989                        |
| R51211   | itraconazolo          | Sporanox           | 1980            | 1986                        |
| R51619   | cisapride             | Prepulsid          | 1980            | 1989                        |
| R64766   | risperidone           | Risperdal          | 1984            | 1993                        |

## Il caso Risperdal
Nel 2004, il Dipartimento di Giustizia degli Stati Uniti iniziò a indagare sulle pratiche di vendita relative al farmaco antipsicotico risperidone (Risperdal). Nel 2010, l'ente governativo si unì ad una causa civile e penale contro Janssen intentata da vari whistleblower, incluso un ex-analista finanziario di Omnicare; secondo questi, nonostante Janssen fosse stata avvertita dalla Food and Drug Administration statunitense di non promuovere Risperdal come efficace e sicuro per i pazienti anziani, casi per cui era noto essere associato a morte prematura, Johnson & Johnson e Janssen Pharmaceuticals pagarono farmacisti di Omnicare (il più grande fornitore di prodotti farmaceutici per le case di cura) decine di milioni di dollari in tangenti e corruzioni per promuovere il farmaco ai medici per quell'uso non approvato.
La causa portò a un accordo provvisorio nel 2012 per un totale di 2,2 miliardi di dollari, con Omnicare che si era già accordato per circa 120 milioni di dollari. Per analoghe frodi secondo le rispettive leggi statali, vennero riconosciuti danni erariali anche a Carolina del Sud (124 milioni di dollari nel 2016), e Texas (158 milioni di dollari nel 2012).
L'ex capo delle vendite e presidente di Janssen Alex Gorsky, che secondo il Dipartimento di Giustizia "è stato attivamente coinvolto" nella frode nel suo ruolo di vicepresidente all'epoca dei fatti contestati, è diventato CEO di Johnson & Johnson nel 2012.